# Хорда (социологија)
Хорда је најнижи облик друштвене организације. Она представља први и почетни облик етничких друштвених заједница, у којој се мешају елементи животињског и људског. Због тога се сматра да је хорда колевка у којој је човек сазревао и добио своје биолошко и социолошко очовечење.
Хорда је бројала око десетак чланова. То је била самостална организована група која се самостално кретала и прикупљала плодове. Свака хорда је била засебна група, повезана са другим хордама радом, испомагањем и сексуалним везама.
Потреба за хордом произилазила је из биолошког закона опстанка. Захваљујући групи, човек се одвојио од животиња. Да није живео у хорди као прелазној организацији од животињског ка људском друштву, човек би и даље остао животиња.
Хорда је била организација у којој су постојали елементи крда, тј. стада животиња и елементи заједнице друштва. Развојем хорде, све више су нестајале карактеристике хорде као крда. Елементи друштвеног и људског све су се више развијали што је довело до више форме људског организовања.